# 张明才
张明才（1964年12月—），江苏溧水人，中国人民解放军中将。

## 生平
曾任中国人民解放军南京军区第1集团军装甲某师师长，2014年任第31集团军副军长。2015年7月任浙江省军区司令员。2016年6月任中国人民解放军陆军副参谋长。2018年6月，升任陆军副司令员。
2012年晋升为中国人民解放军少将。2019年6月，晋升中将军衔。